# 多摩市ミニバス
多摩市ミニバス（たましミニバス）は、東京都多摩市のコミュニティバス。1997年（平成9年）11月1日に東西線・南北線の2路線を運行開始。京王バス多摩営業所に運行を委託している。
開業後はルートの変更を経て、現在は東西線・南北線で2路線4ルートが運行する。全路線が永山駅を起点としており、東西線は多摩センター駅・唐木田駅を経由する循環路線となっている。主に多摩ニュータウン内の大規模団地などの住宅地と、市内の駅や公共施設を結んでいる。
東京多摩地域では比較的早い時期の、1990年代に開業したコミュニティバスのひとつである（ムーバスの開業は1995年11月26日）。また京王電鉄バスグループとしては、1986年8月20日開業の日野市ミニバスに続いて2番目の運行受託となる。

## 概要

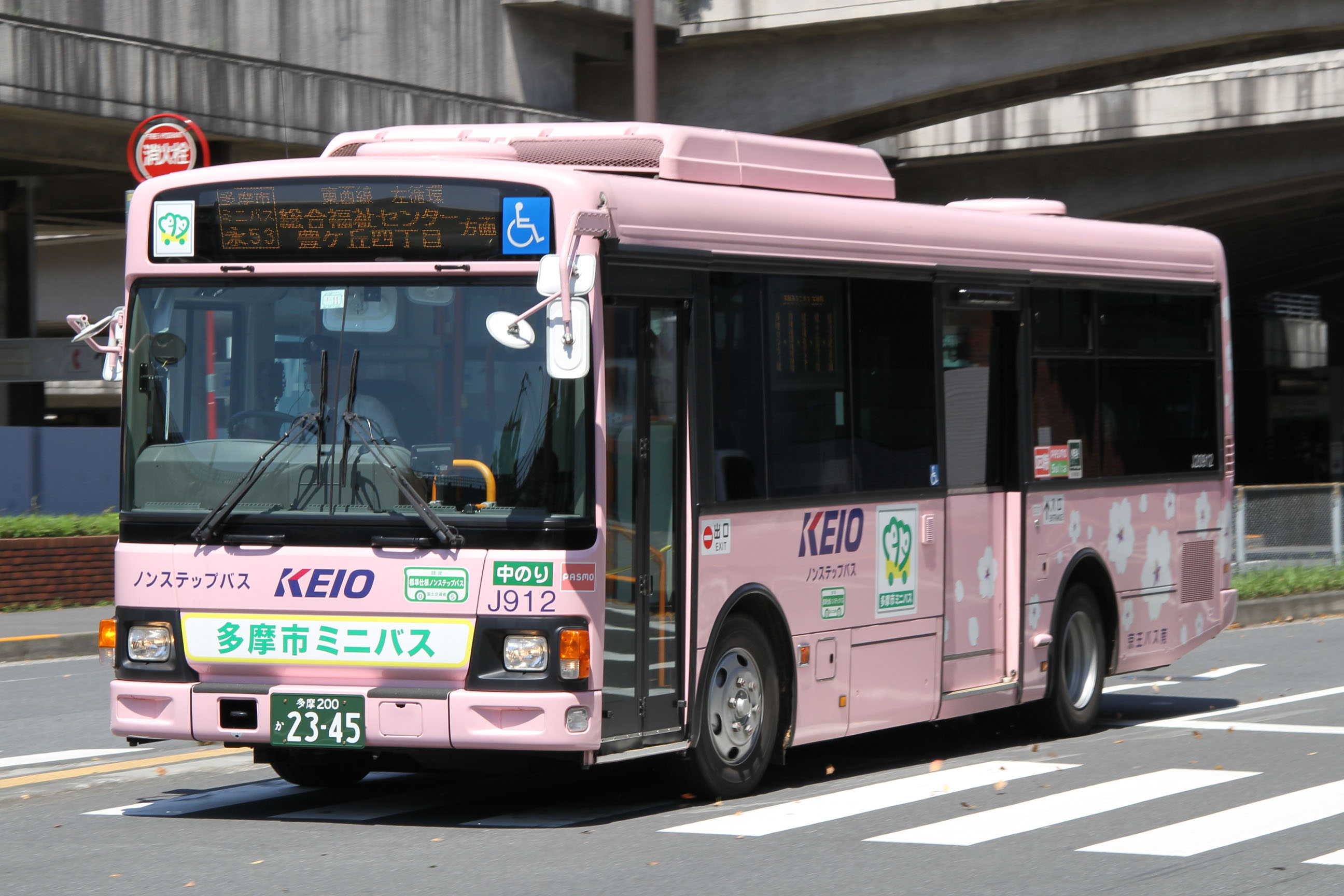
2009年以降のカラーリング　日野・レインボーII（J20912）

多摩市が運行経費を補助し、実際の運行や管理は京王バス多摩営業所に委託している。
日野市ミニバス同様、コミュニティバス専用車両を用いることを除けば通常の京王バスの路線と同様で、運賃も他路線の運賃制度（武相運賃区域）に基づいた、初乗り現金200円（ICカードも同額、小人半額）からの多区間運賃制が採られている。京王バスのIC定期券「モットクパス」、PASMO・Suicaなどの交通系ICカード、東京都シルバーパスが利用できる。ただし、京王バスのIC全線一日乗車券は利用できない。
東西線・南北線の2路線4ルートがあり、いずれも永山駅（小田急永山駅・京王永山駅）を起点とする。
東西線は右回り・左回りの循環経路となっている。2014年10月より、南北線は桜ヶ丘・和田ルートと、新設の愛宕ルートを交互運行する。
永山駅をまたいでの乗り越しはできないが、永山駅で東西線同士あるいは東西線と南北線を乗り継ぐ場合は、降車時に乗務員に申し出ることで乗継割引を受けられる。

## 沿革

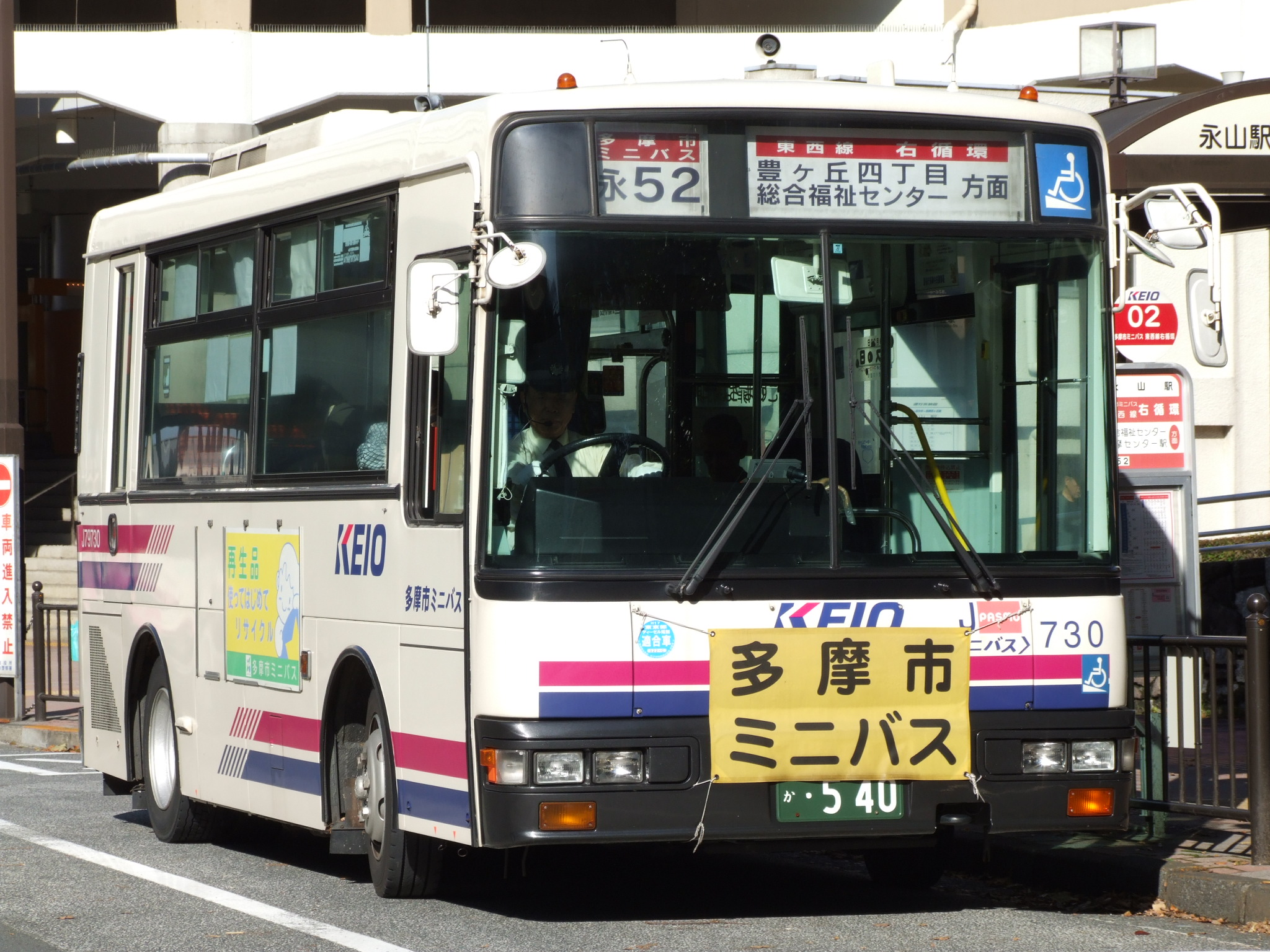
運行開始当初の車両　日産ディーゼル・RN（J79730）2007年撮影

- 1997年（平成9年）11月1日 - 運行開始。
  - 南北線（永山駅 - 百草団地）、東西線（多摩センター駅 - 永山駅）
- 1999年（平成11年）6月 - 増便や経路変更の実施。
- 2003年（平成15年）1月 - 新たな経路（永山駅 - 豊ヶ丘 - 多摩センター駅）の開設と同時に、これを東西線と一体化し循環線として運行開始。
- 2005年（平成17年）4月1日 - ハローキティラッピングバス運行開始。
- 2009年（平成21年）10月 - 東西線に新型中型車両（日野・レインボーII）を導入
- 2010年（平成22年）9月 - 南北線に新型小型車両（日野・ポンチョ）を導入
- 2014年（平成26年）10月 - 南北線のルートを変更（一部区間の廃止および愛宕ルートの新設）[3]。

## 路線

### 現行路線

#### 東西線
永52・53系統は循環路線で、まったく同じ経路の右回りと左回り。起点の永山駅をまたいでの乗り越しはできない。
1周の所要時間は1時間を超える。対キロ多区間運賃制のため、1周すると520円（現金・IC共に同額）かかる。
永52系統（右循環）
- 永山駅 → 豊ヶ丘四丁目 → 総合福祉センター → 唐木田駅 → 多摩南部地域病院 → 多摩センター駅 → 永山駅

永53系統（左循環）
- 永山駅 → 多摩センター駅 → 多摩南部地域病院 → 唐木田駅 → 総合福祉センター → 豊ヶ丘四丁目 → 永山駅

#### 南北線
永71系統と永72系統の交互運行。南北線は片道運行の経路である。
永71系統（桜ヶ丘・和田ルート）
- 永山駅 - 桜ヶ丘二丁目坂 - 桜ヶ丘三丁目 - 総合体育館 - 地蔵堂

永72系統（愛宕ルート）
- 永山駅 - 水道塔前 - 愛宕東公園 - ロケット公園前 - 多摩センター駅

### 廃止路線

#### 南北線（旧）
旧・南北線の北端区間では、日野市との市境付近の百草団地まで乗り入れており、利用エリアは多摩市と日野市にまたがっていた。
なお日野市ミニバスは、三沢台路線・落川路線が多摩市内の聖蹟桜ヶ丘駅まで乗り入れている。
2014年10月、経路変更により一部区間が廃止され、新たな永71系統（桜ヶ丘・和田ルート）となった。
永71系統（永山駅 - 百草団地）
- 永山駅 - 多摩市役所 - 桜ヶ丘二丁目 - 総合体育館 - 百草団地

## 車両

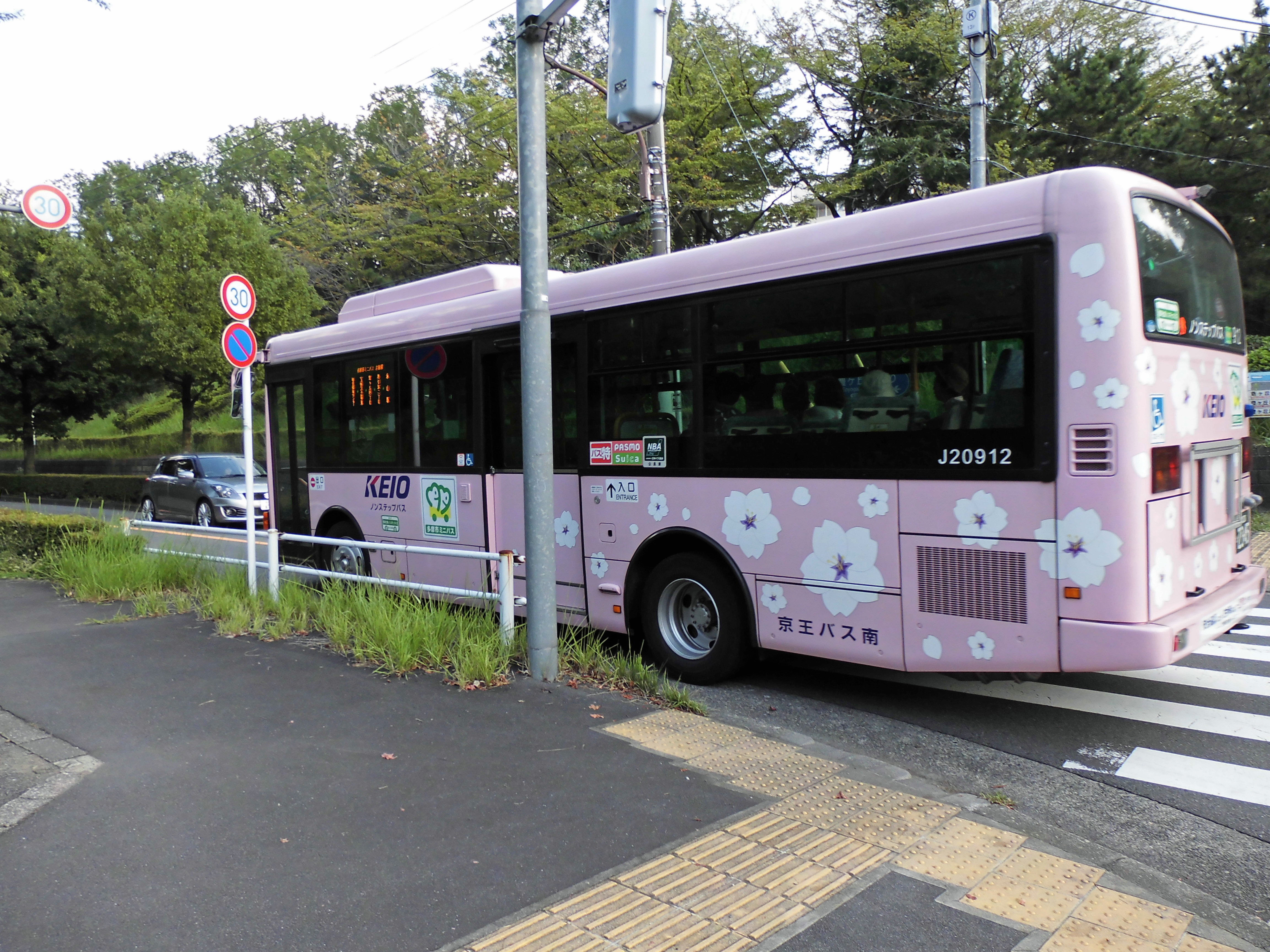
多摩市の花・ヤマザクラをデザインした専用カラー（J20912）

2009年から採用されている現行の専用カラーは、多摩市の花・ヤマザクラをデザインしたラッピング。デザインは東京都市大学メディア情報学部・社会メディア学科の小池情報デザイン研究室が担当した。
また東西線では、2005年4月1日から、ハローキティが車体に描かれたラッピングバスが運行されている。開始当初は小型車（J79811号車）が使用され、ラッピングの絵柄や色調は現在のものとは異なり、京王電鉄バスカラーの車両に青色地のラッピングがされていた。
2010年からは車両代替にともない、中型車（J21059号車）が2代目ハローキティバスとなった。2代目車両は車内もサンリオキャラクターの装飾が施され、さまざまなキャラクターが多摩市内の名所を紹介するポスターも貼られている。

### 現行車両
- 南北線：日野・ポンチョ（定員36名）
- 東西線：日野・レインボーII（定員55名）

### 過去の車両
- 日産ディーゼル・RN（KC-RN210CSN）

## あたごミニバス
2010年10月10日から2011年1月9日までの3ヶ月間、高齢化の著しい愛宕・和田地区と、永山駅・多摩市役所を結ぶミニバス「あたごミニバス」を運行する交通社会実験が実施された。
1日の平均乗客数は目標の480人を大幅に下回る90.51人だったが、阿部裕行市長（当時）は「今回の社会実験は、高齢化が進む愛宕地域の活性化だけでなく、永山の商店街をはじめ地域との交流促進、何よりも孤独化が進む地域社会の中で健康長寿のまちづくりに向けた大きな一歩だったと考えられる」と述べた。
この取り組みは、2011年1月5日放送のNHK総合テレビジョン「首都圏ネットワーク」でも紹介された。